# Mister Universe Model
Mister Universe Model je mezinárodní soutěž krásy pro muže, která se každoročně pořádá od roku 2008 v Dominikánské republice. 
Od roku 2013 vlastní licenci v Česká republice na tuto zahraniční soutěž pro muže soutěž Muž roku.

## Vítězové soutěže
| rok  | Vítěz              | Země                   | Místo konání               | Český reprezentant |
| ---- | ------------------ | ---------------------- | -------------------------- | ------------------ |
| 2008 | Iván Cabrera Trigo | Španělsko              | Santo Domingo              | -                  |
| 2009 | Joshua Day         | USA                    | Punta Cana                 | -                  |
| 2010 | Tarik Kaljanac     | Bosna a Hercegovina    | Punta Cana                 | -                  |
| 2011 | Juan Pablo Gómez   | Venezuela              | Punta Cana                 | -                  |
| 2012 | Erick Sabater      | Dominikánská republika | Santo Domingo              | -                  |
| 2013 | Rafael Chavez      | Mexiko                 | Santiago de los Caballeros | Miroslav Kolenyak  |
| 2014 | Bruno Mooneyhan    | Brazílie               | Santo Domingo              | Adam Nitschmann    |
| 2015 | Rogier Warnawa     | Nizozemsko             | Santo Domingo              | Lukáš Dostál       |
| 2016 | Marlon Polo        | Panama                 | Punta Cana                 | David Šváb         |
| 2017 | Kevin Montes       | Portoriko              | Punta Cana                 | Miroslav Dubovický |
| 2018 | Anthony Clarinda   | Curaçao                | Punta Cana                 | Petr Koukal        |
| 2019 | Jefferson Velasco  | Bolívie                | Puerto Plata               | Daniel Koždoň      |

### Počet vítězství jednotlivých zemí
| Země                   | Počet titulů | Roky vítězství |
| ---------------------- | ------------ | -------------- |
| Španělsko              | 1            | 2008           |
| USA                    | 1            | 2009           |
| Bosna a Hercegovina    | 1            | 2010           |
| Venezuela              | 1            | 2011           |
| Dominikánská republika | 1            | 2012           |
| Mexiko                 | 1            | 2013           |
| Brazílie               | 1            | 2014           |
| Nizozemsko             | 1            | 2015           |
| Panama                 | 1            | 2016           |
| Portoriko              | 1            | 2017           |
| Curaçao                | 1            | 2018           |
| Bolívie                | 1            | 2019           |

## Úspěchy českých mužů
Mister Universe Model
| Ročník | jméno a příjmení   | umístění |
| ------ | ------------------ | -------- |
| 2013   | Miroslav Kolenyak  | TOP 12   |
| 2017   | Miroslav Dubovický | TOP 15   |
| 2018   | Petr Koukal        | TOP 12   |
| 2019   | Daniel Koždoň      | TOP 15   |

Vedlejší tituly
| Ročník | jméno a příjmení  | ocenění      |
| ------ | ----------------- | ------------ |
| 2013   | Miroslav Kolenyak | Best Body    |
| 2014   | Adam Nitschmann   | Mr. Elegance |